# Netopýrka
Jeskyně Netopýrka se nachází v jižní části CHKO Moravský kras v údolí Říčky poblíž Ochozské jeskyně a jeskyně Pekárny. Jeskyně Netopýrka je tvořena hlavním dómem a několika úzkými chodbami až plazivkami, kterými je možno dostat se až do dolního patra k ponornému potůčku.